# Mistrzostwo Polski 1921
Il Mistrzostwo Polski 1921 è stata la 2ª edizione del Campionato polacco di calcio e vide la vittoria finale del KS Cracovia.

## Classifica finale
|    | Classifica       | G | V | N | P | GF | GS | Pt |
| -- | ---------------- | - | - | - | - | -- | -- | -- |
| 1. | KS Cracovia      | 8 | 7 | 1 | 0 | 31 | 7  | 15 |
| 2. | Polonia Varsavia | 8 | 5 | 0 | 3 | 13 | 9  | 10 |
| 3. | Warta Poznań     | 8 | 3 | 2 | 3 | 14 | 24 | 8  |
| 4. | Pogoń Lwów       | 8 | 3 | 0 | 5 | 19 | 13 | 6  |
| 5. | ŁKS              | 8 | 0 | 1 | 7 | 7  | 31 | 1  |

## Risultati
```
                   
Cra
 
Pol
 
War
 
Pog
 
ŁKS

KS Cracovia
        xxx  3-0  6-1  2-0  7-1

Polonia Varsavia
   1-2  xxx  2-3  1-0  1-0

Warta Poznań
       2-2  0-1  xxx  3-2  2-1

Pogoń Lwów
         2-5  0-1  7-0  xxx  6-1

ŁKS Łódź
           0-4  1-6  3-3  0-2  xxx
```

### Verdetti
- KS Cracovia Campione di Polonia 1921.

## Classifica marcatori
- Józef Kałuża (Cracovia) 9 reti
- Wacław Kuchar (Pogoń Lwów) 8 reti
- Bolesław Kotapka (Cracovia) e Marian Einbacher (Warta Poznań) 7 reti